# Oleria alexina
Espèce
Oleria alexina est une espèce d'insectes lépidoptères, un papillon diurne appartenant à la famille des Nymphalidae, sous-famille des Danainae, à la tribu des Ithomiini, sous-tribu des Oleriina et au genre Oleria.

## Dénomination
Oleria alexina a été décrit par l'entomologiste britannique William Chapman Hewitson en 1859 sous le nom initial d' Ithonia alexina.

### Sous-espèces
- Oleria alexina alexina ; présent en Bolivie.
- Oleria alexina denuda (Riley, 1919) ; présent au Brésil
- Oleria alexina didymaea (Hewitson, 1876) ; présent en Bolivie et au Pérou.
- Oleria alexina ramona (Haensch, 1909) ; présent au Pérou.
- Oleria alexina ssp  Willmott & Lamas ; présent en Colombie.
- Oleria alexina ssp Lamas & Willmott ; présent au Pérou.
- Oleria alexina ssp Lamas & Willmott ; présent au Pérou.
- Oleria alexina ssp Lamas & Willmott ; présent au Brésil[1].

### Nom vernaculaire
Oleria alexina se nomme Alexina Clearwing en anglais.

## Description
Oleria alexina est un papillon au corps à abdomen fin, aux ailes transparentes.
Sur le dessus les ailes transparentes sont bordées de marron et aux ailes antérieures séparées en deux plages, une plus petite près de l'apex, par une bande marron allant du 1/3 du bord costal au bord externe.
Sur le revers la bordure est orange entre deux fines lignes marron.

## Écologie et distribution
Oleria alexina est présent  en Colombie, en Équateur,  en Bolivie, au Pérou et au Brésil,.

### Protection
Pas de statut de protection particulier.